# 래플스 시티
래플스 시티(Raffles City, 중국어: 来福士城, before 2007: 莱佛士城)는 싱가포르의 랜드마크로, 대한민국의 쌍용건설이 신축한 건축물이다.
1980년 10월 14일 착공하여, 1986년 10월 3일 준공하였으며, 부지 안에는 73층 규모의 스위소텔 더 스탬퍼드와 26층 규모의 페어몬트 싱가포르, 42층 규모의 래플스 시티 타워가 있다.

## 갤러리

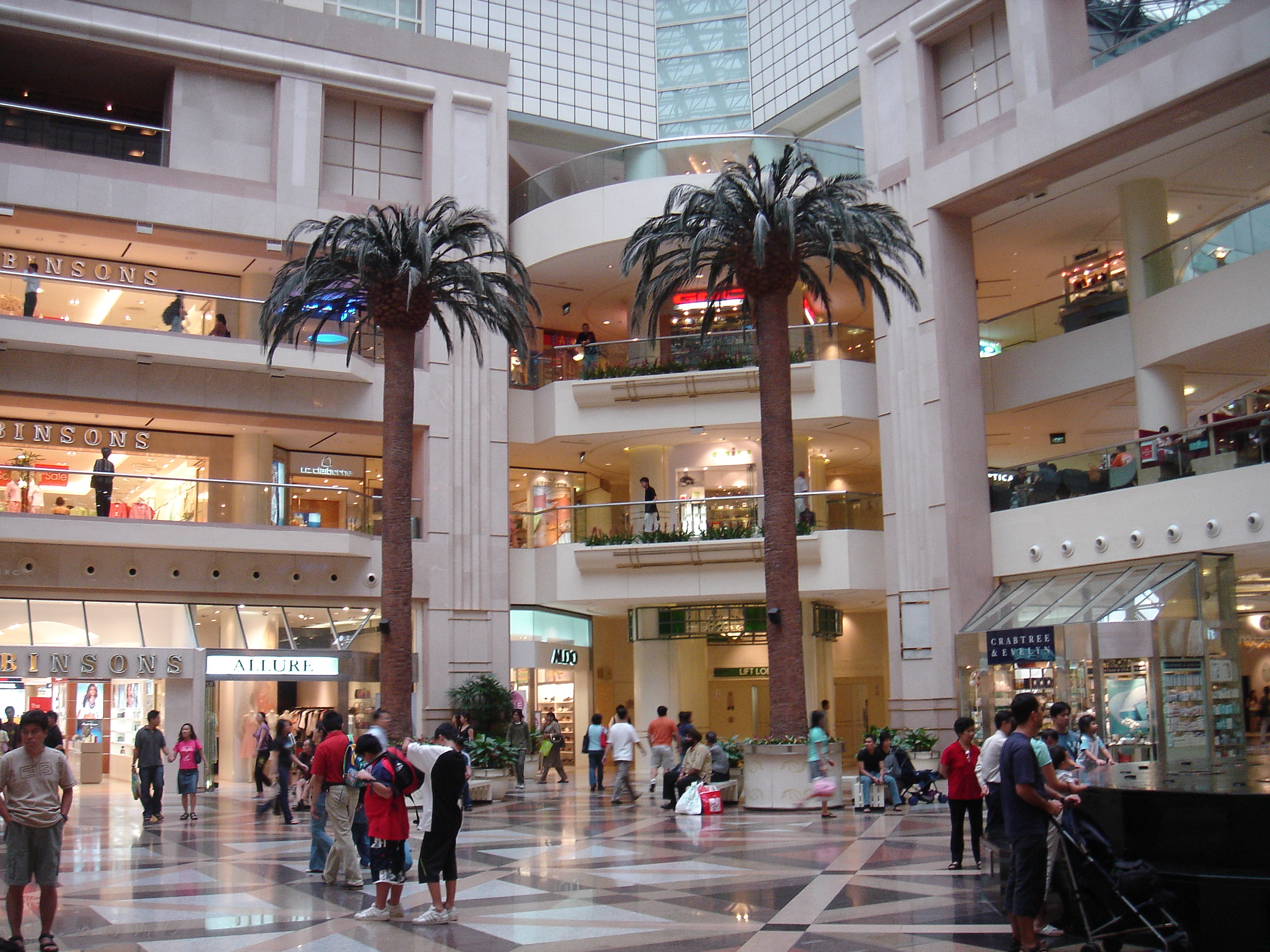
래플스 시티의 내부 인테리어
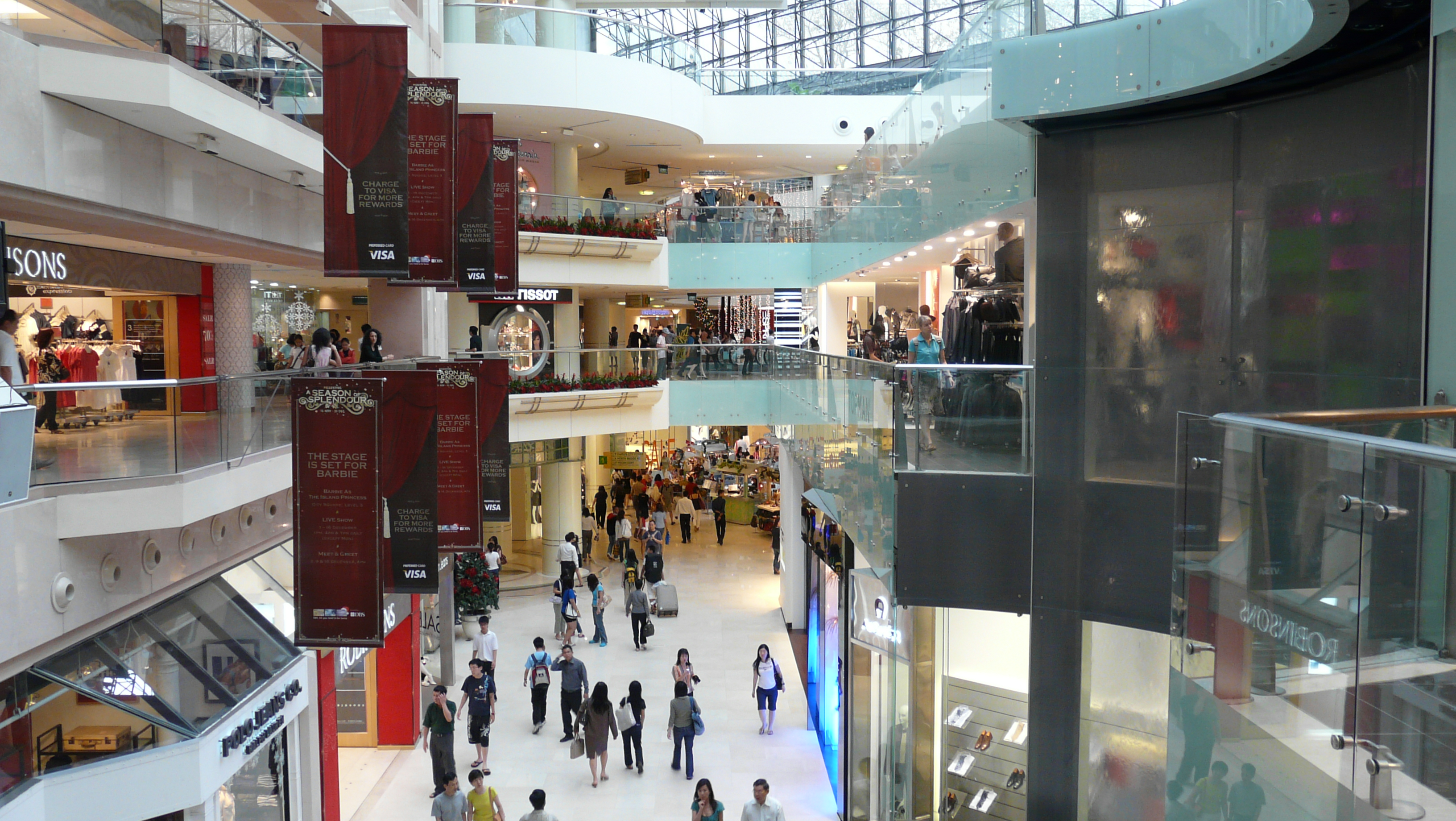
래플스 시티에 위치하고 있는 쇼핑센터
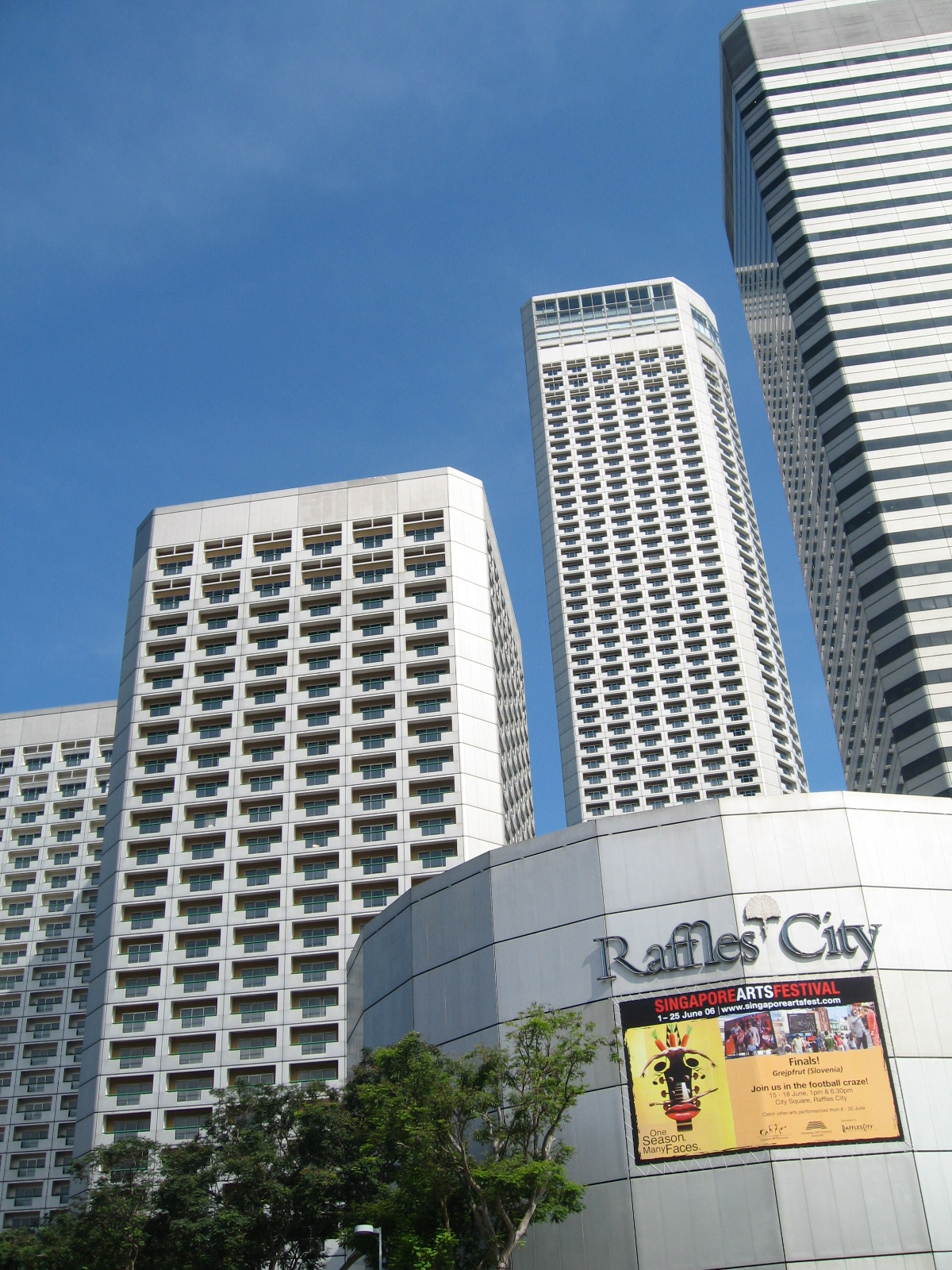
래플스 시티 전경

## 같이 보기
- 싱가포르의 마천루 목록